# Rinyakovácsi
Rinyakovácsi é um município da Hungria, situado no condado de Somogy. Tem 11,09 km² de área e sua população em 2019 foi estimada em 175 habitantes.